# Beelia
Beelia es un género de hongos en la familia Elsinoaceae.